# Phrynobatrachus versicolor
Phrynobatrachus versicolor és una espècie de granota que viu a Burundi, República Democràtica del Congo, Ruanda i Uganda.
Està amenaçada d'extinció per la pèrdua del seu hàbitat natural.